# Антјен
Антјен (фр. Anthien) насеље је и општина у источном делу централне Француске у региону Бургоња (Бургундија - fr.Burgondie), у департману Нијевр која припада префектури Кламси.
По подацима из 2011. године у општини је живело 169 становника, а густина насељености је износила 8,59 становника/km². Општина се простире на површини од 19,68 km². Налази се на средњој надморској висини од 240 метара (максималној 372 m, а минималној 182 m).

## Демографија
| 1962. | 1968. | 1975. | 1982. | 1990. | 1999. | 2011. |
| ----- | ----- | ----- | ----- | ----- | ----- | ----- |
| 242   | 260   | 252   | 232   | 211   | 168   | 169   |

График промене броја становника у току последњих година